# زلف شیطان
زلف شیطان، حلفه (نام علمی: Imperata cylindrica) نام یک گونه از سرده زلف شیطان است.